# Els Moor
Elisabeth Henriëtte Pauline Moor, més coneguda com a Els Moor, (Heemstede, 17 de maig de 1937 - Paramaribo, 9 de març de 2016) fou una professora de literatura neerlandesa, crítica literària i escriptora neerlandesa. Des de 1992 és qui impulsa el setmanari literari de Surinam De Ware Tijd. A més, va ser cofundadora i editora de l'edició literària Okopipi.
Va obtenir el seu doctorat a la Universitat d'Amsterdam i ha treballat durant anys a l'escola de Bijlmermeer. El 1977 es va anar a Surinam, on va treballar fins a la seva jubilació en el Seminari de Surinam i l'Institut per a la Formació de Professors, on va proposar noves polítiques a la renovació de l'educació, per exemple, en el projecte «Calefacció central» de la universitat.
Juntament amb Chandra Binnendijk va editar la col·lecció Het merkteken en andere verhalen el 1997. Amb Joan Vaseur-Rellum i Godeke Donner va escriure el mètode innovador de la literatura a l'escola secundària de nivell superior Fa yu e tron leisibakru el 1998.